# Tannerie
Pour les articles homonymes, voir Tannerie (homonymie).
Pour l’article ayant un titre homophone, voir Tannery.

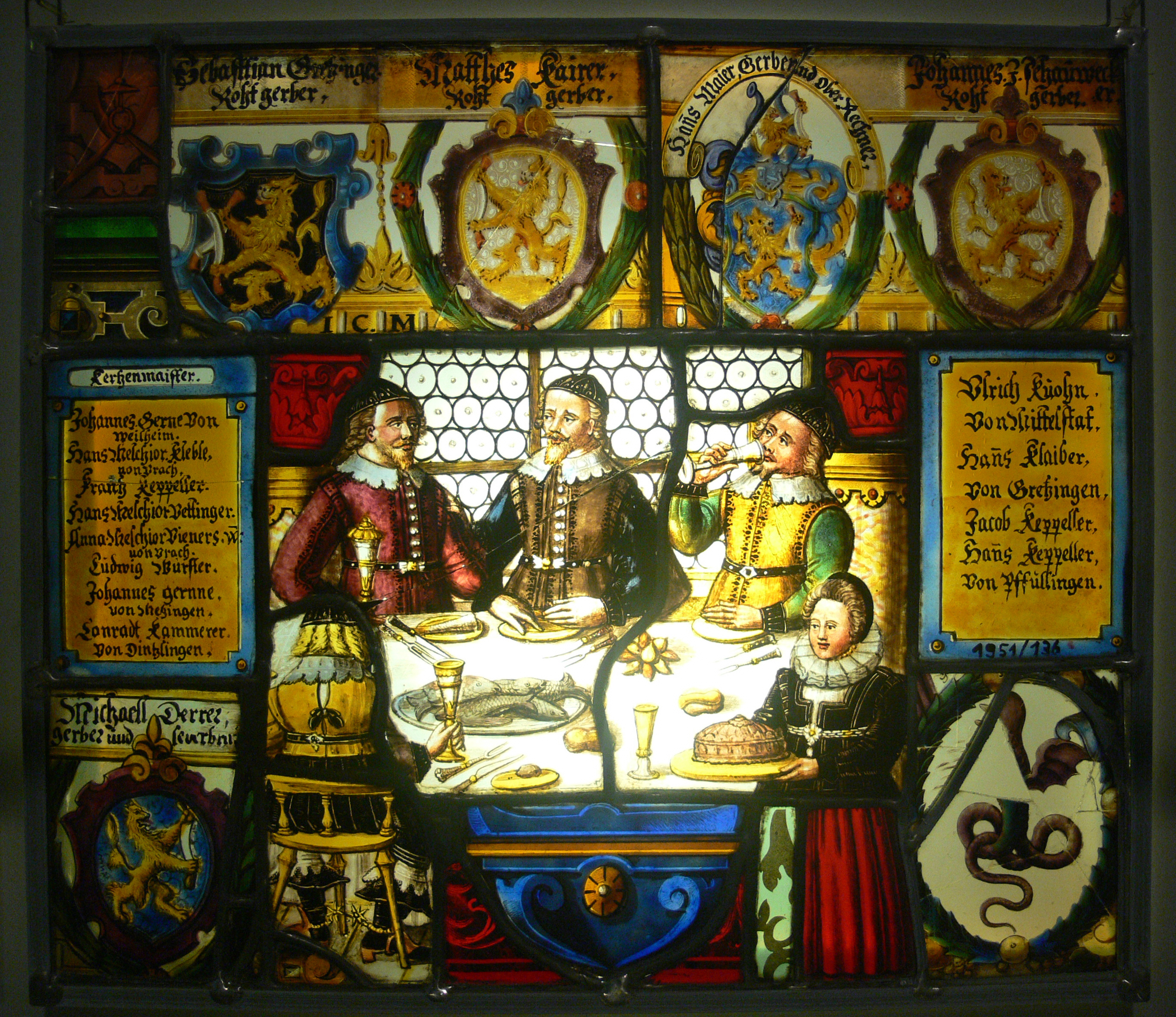
Table ronde des maîtres tanneurs, au Museum der Alltagskultur (partie du Landesmuseum Württemberg) de Waldenbuch, XVIIe siècle.

Une tannerie est un atelier où le tannage est effectué. Les peaux d'animaux (bœuf, mouton, chèvre, cochon) y sont traitées chimiquement et mécaniquement pour la production de cuir.
Dans une tannerie, les peaux sont d'abord nettoyées. Sur leur face extérieure les poils et les crasses sont enlevés, tandis que sur la face intérieure la peau intérieure est enlevée.
Les peaux sont alors trempées dans des bassins contenant le tan, pendant une certaine période. Le produit utilisé peut avoir une origine naturelle (tanin issu de chêne dont on broyait les écorces dans un moulin à tan, ou d'autres essences forestières), ou bien être un produit chimique de synthèse. L'artisan qui l'effectue est le tanneur.

## Histoire
En Europe, de très nombreuses villes possédaient des quartiers ou des rues de tanneurs. En France, la ville normande de Pont-Audemer, celle de Lampaul-Guimiliau, en Bretagne, Château-Renault en Touraine, Graulhet et Mazamet dans le Tarn... étaient des villes de tanneurs.

Tanneries dans l'art
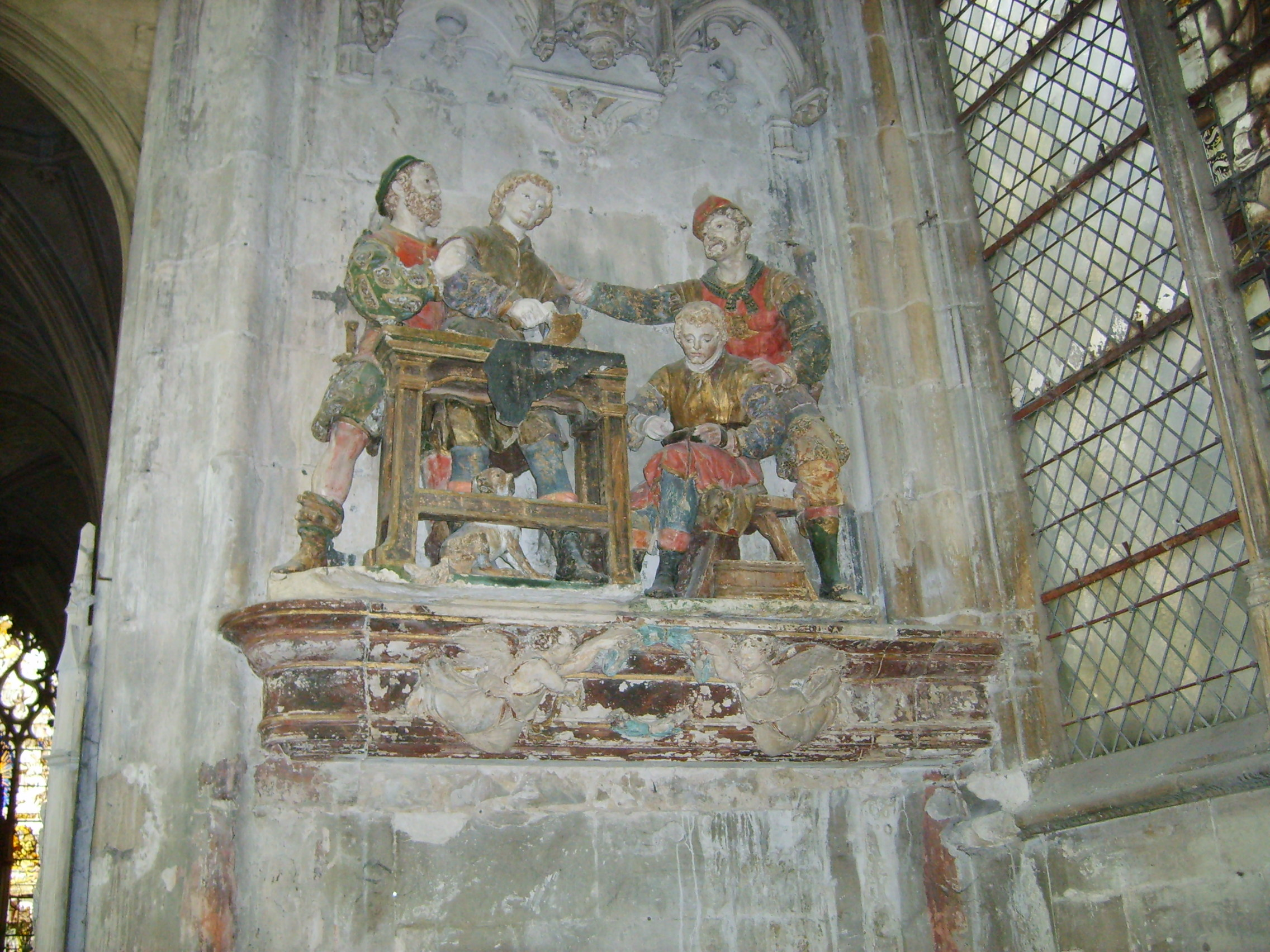
Sculpture du XVIe siècle Église Saint-Pantaléon, Troyes
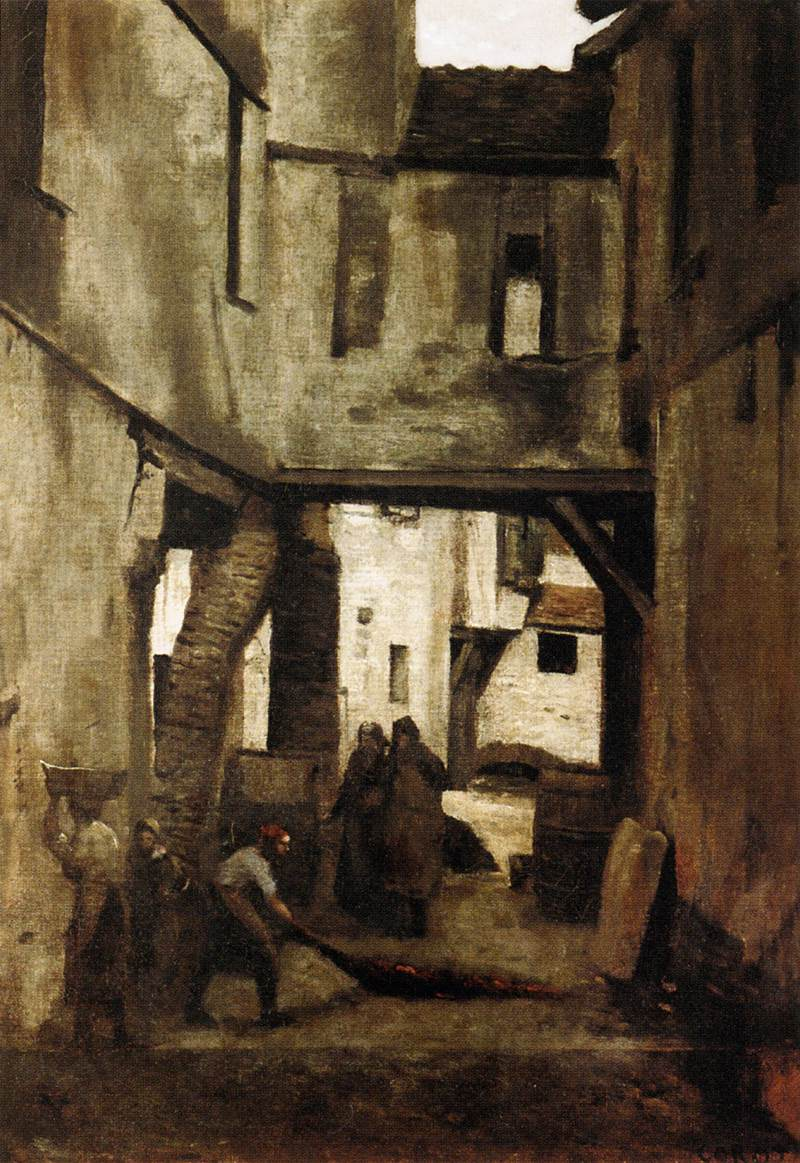
Les Tanneries de Mantes Camille Corot, 1873 Musée du Louvre

## Galerie

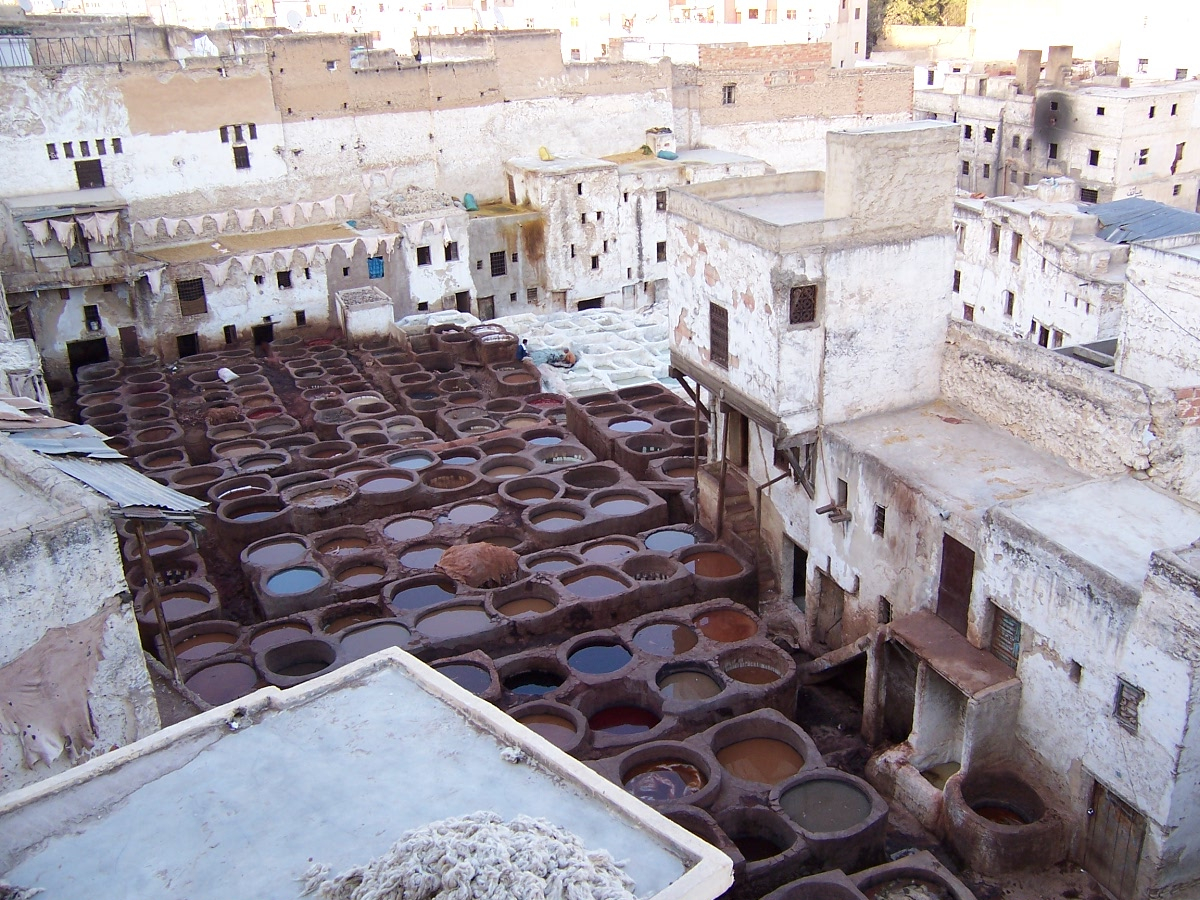
Tannerie à Fès (Maroc)
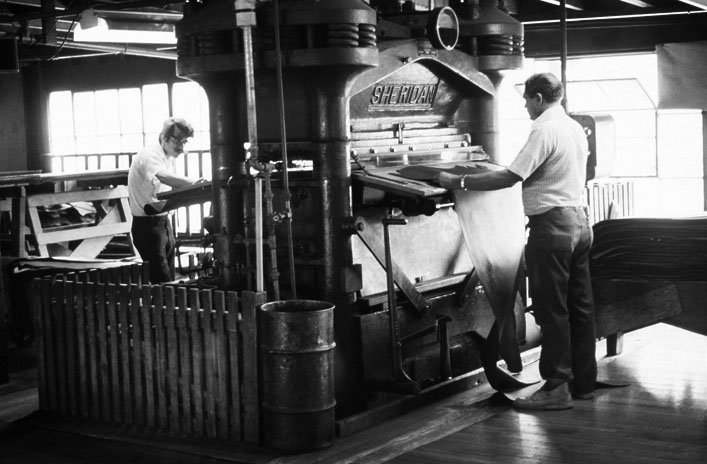
Tannerie en Californie, vers 1976
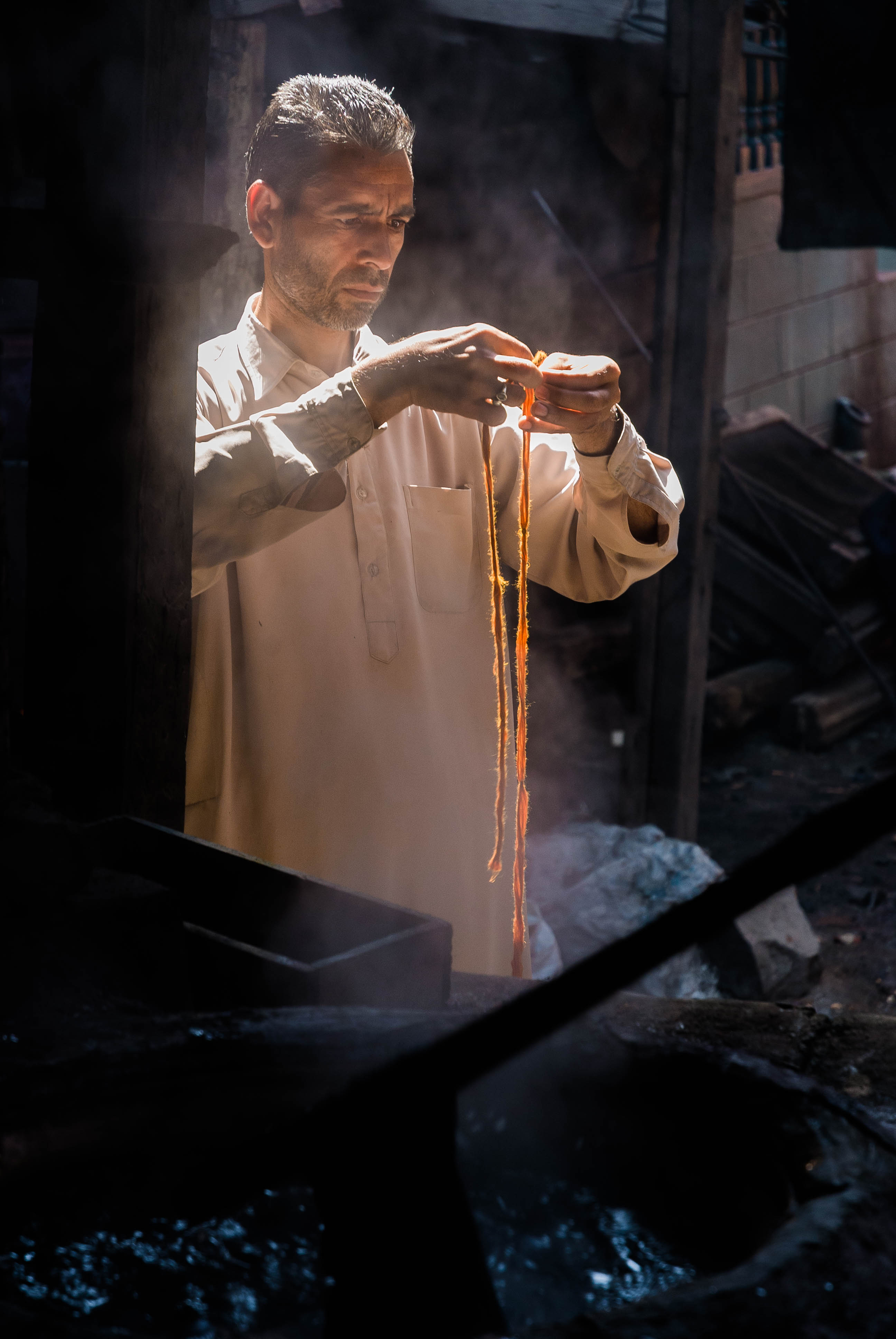
Travailleur dans une tannerie à Srinagar, Inde. Septembre 2007.
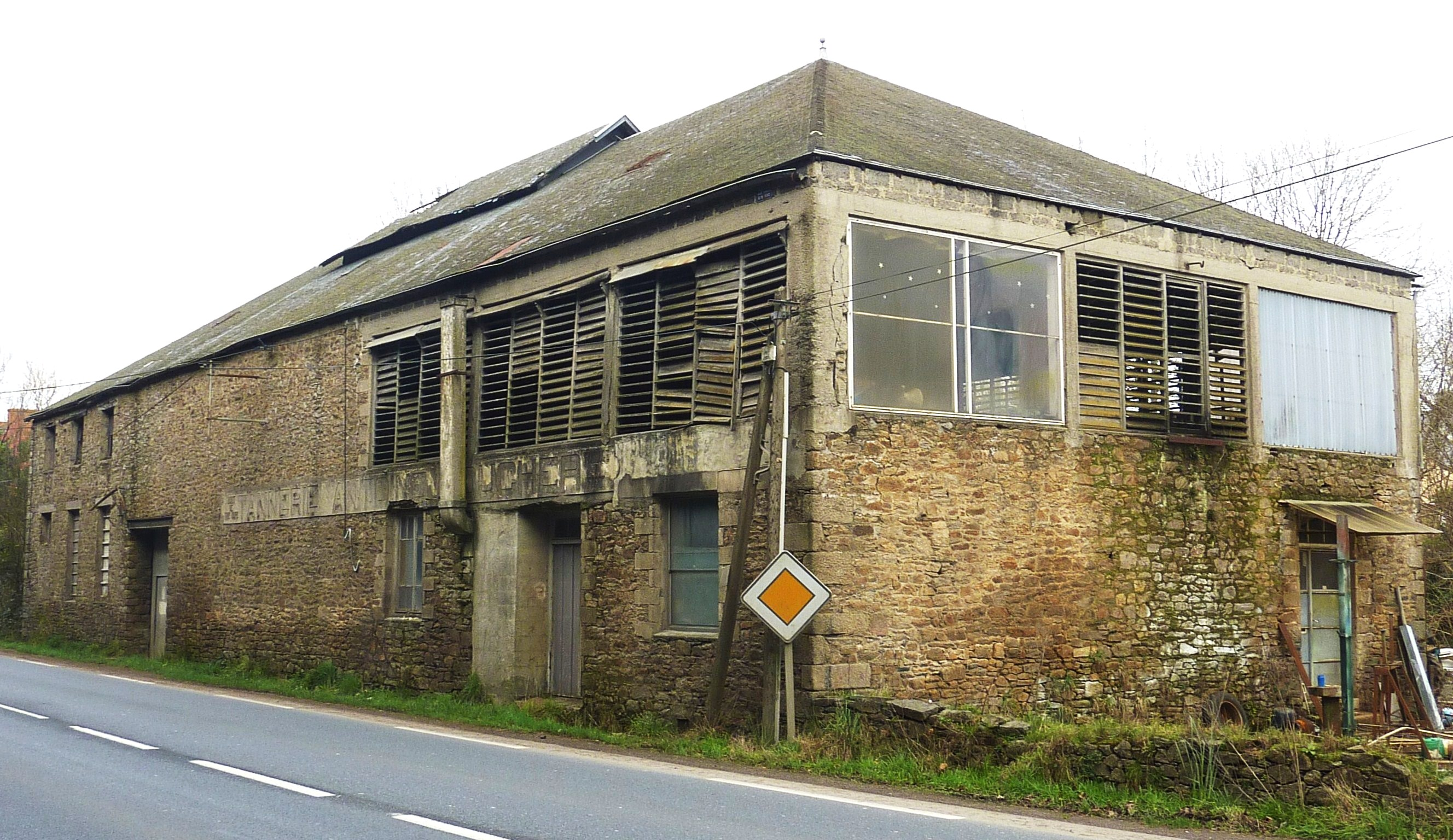
L'ancienne tannerie Antoine Foucher à Lampaul-Guimiliau
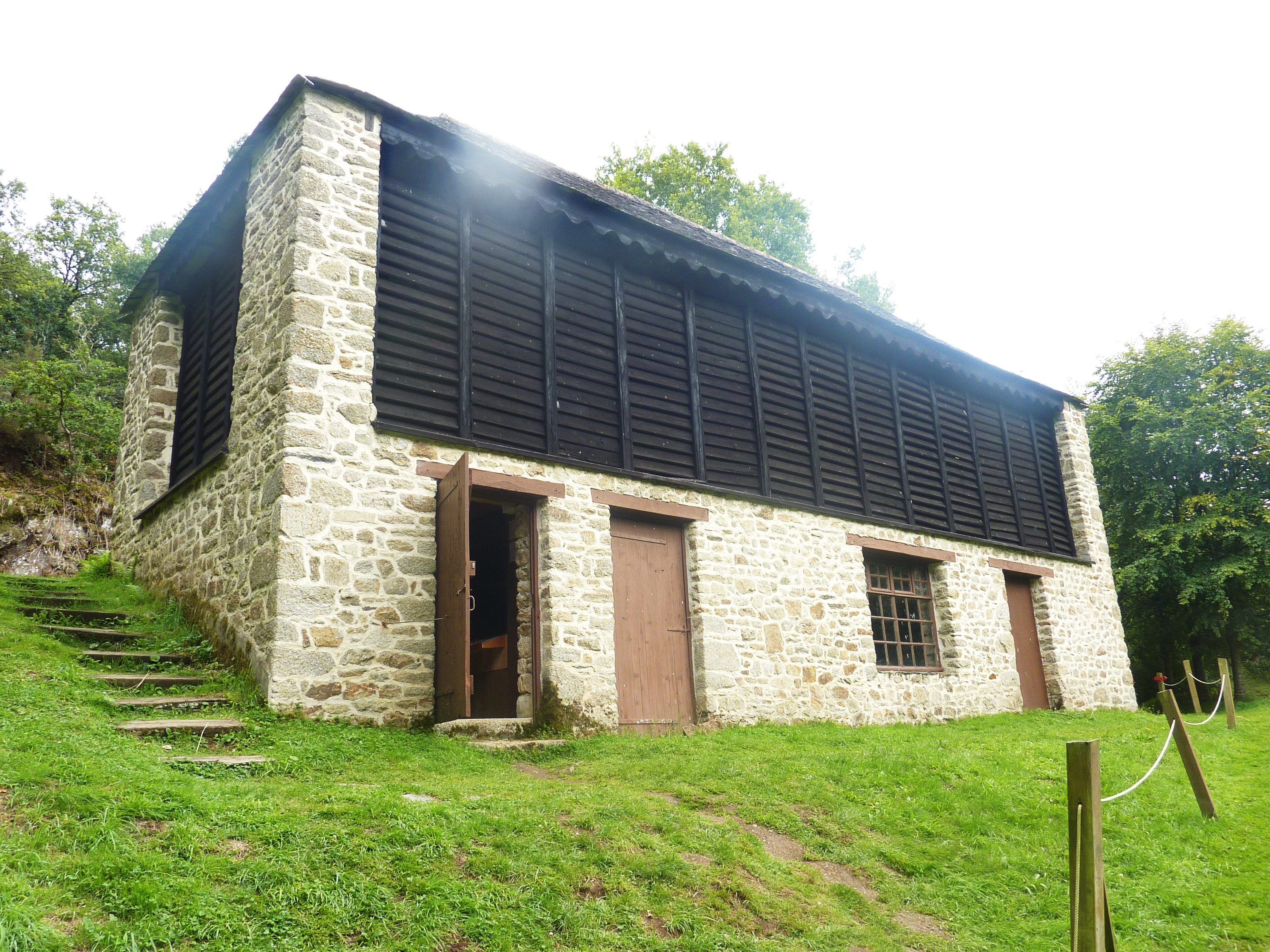
L'ancienne tannerie Abgrall (initialement située au bourg de Lampaul-Guimiliau, désormais sur le site des Moulins de Kerouat en Commana)
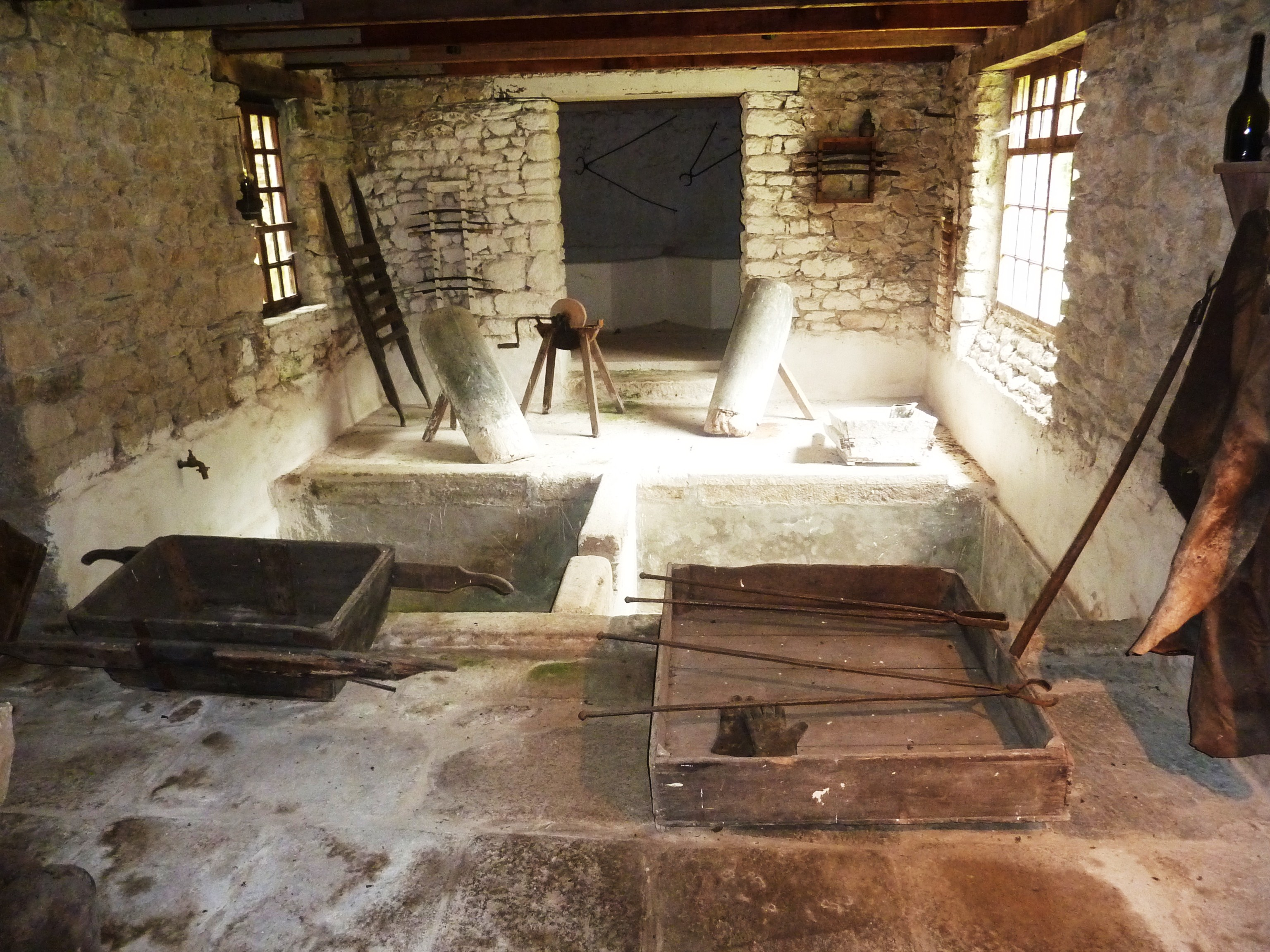
Moulins de Kerouat : l'ancienne tannerie Abgrall, vue intérieure
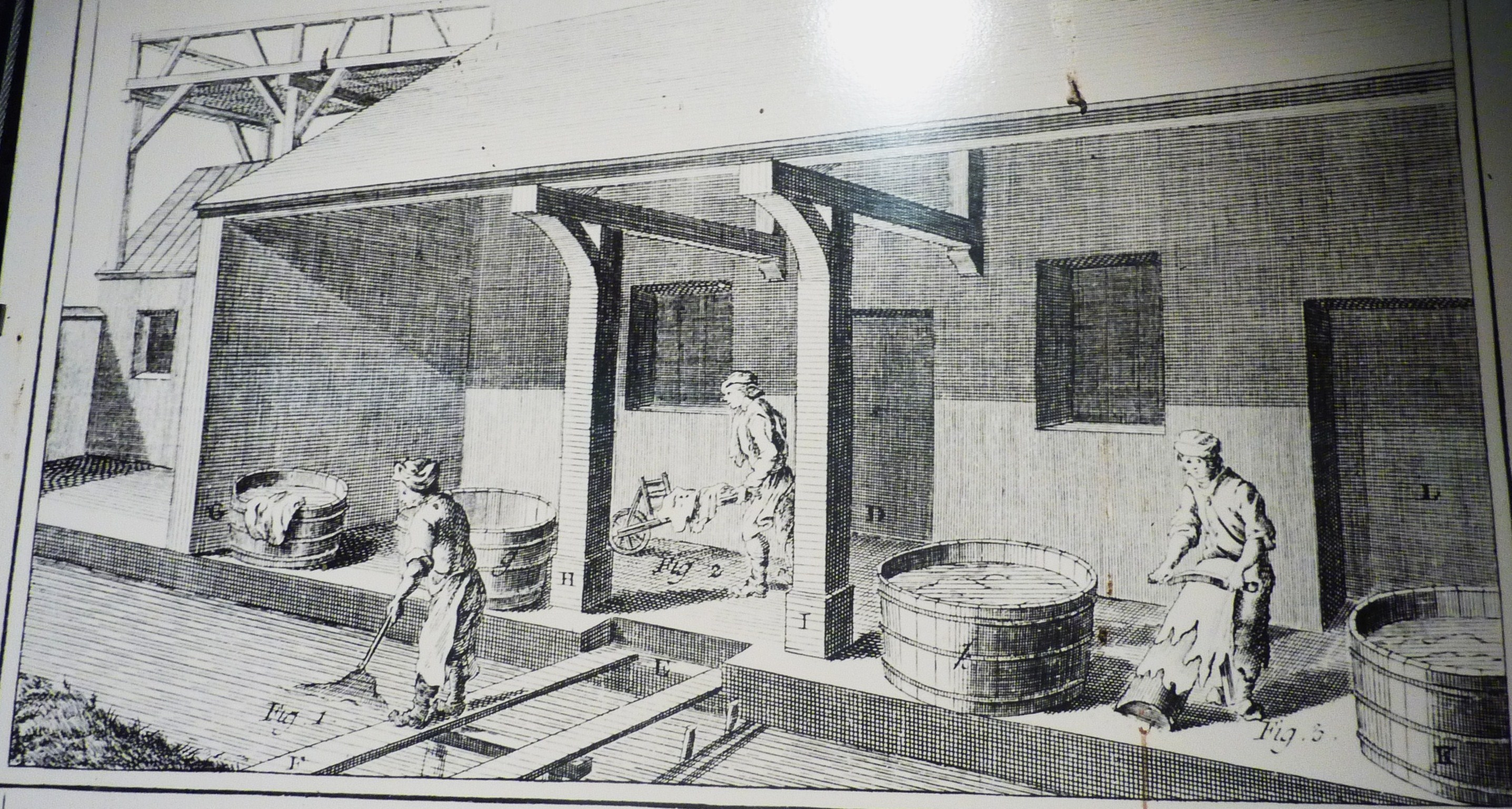
Page « tannerie » de la Grande Encyclopédie de Denis Diderot (exposée aux Moulins de Kerouat)
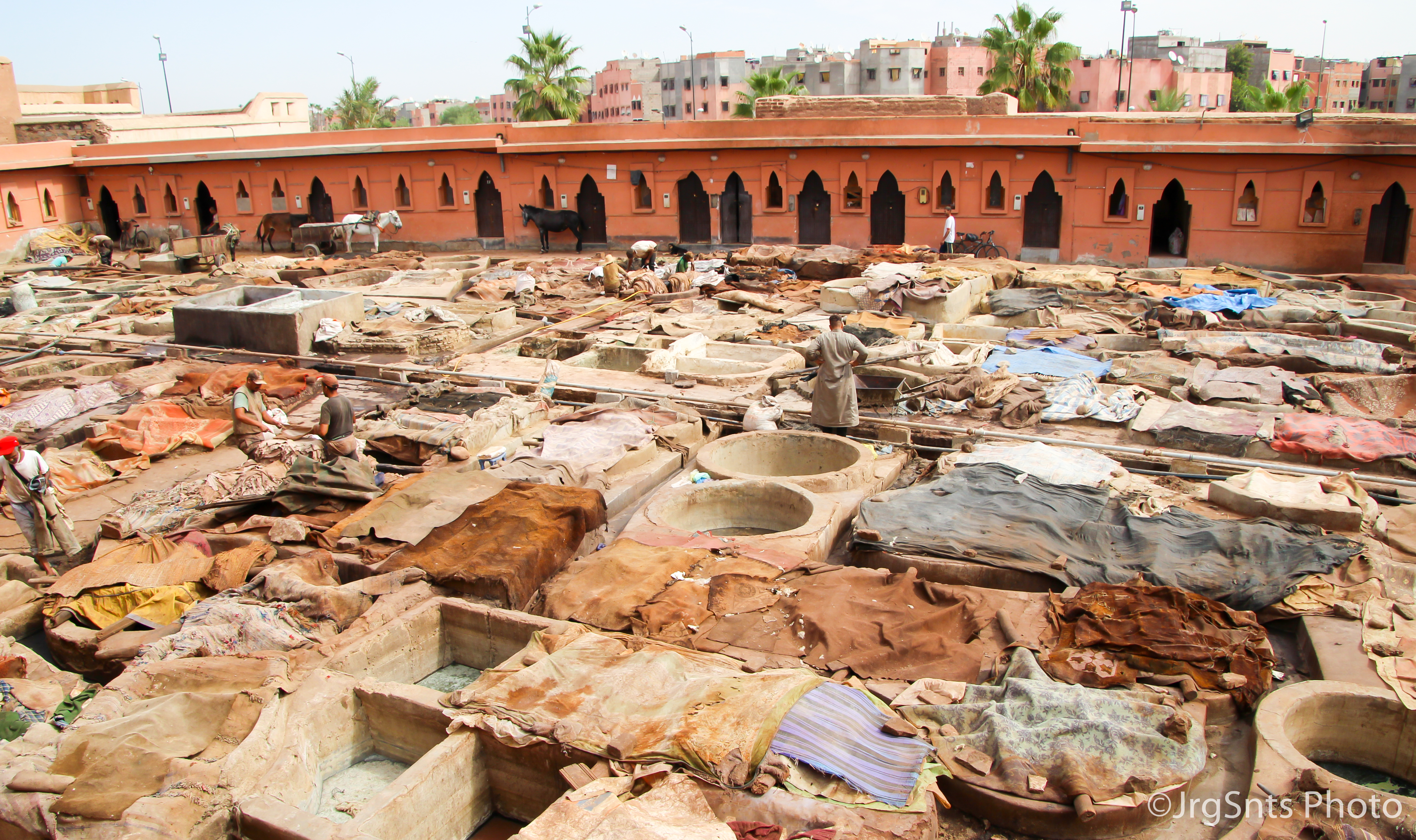
Tannerie de Marrakech, Maroc (septembre/2019)
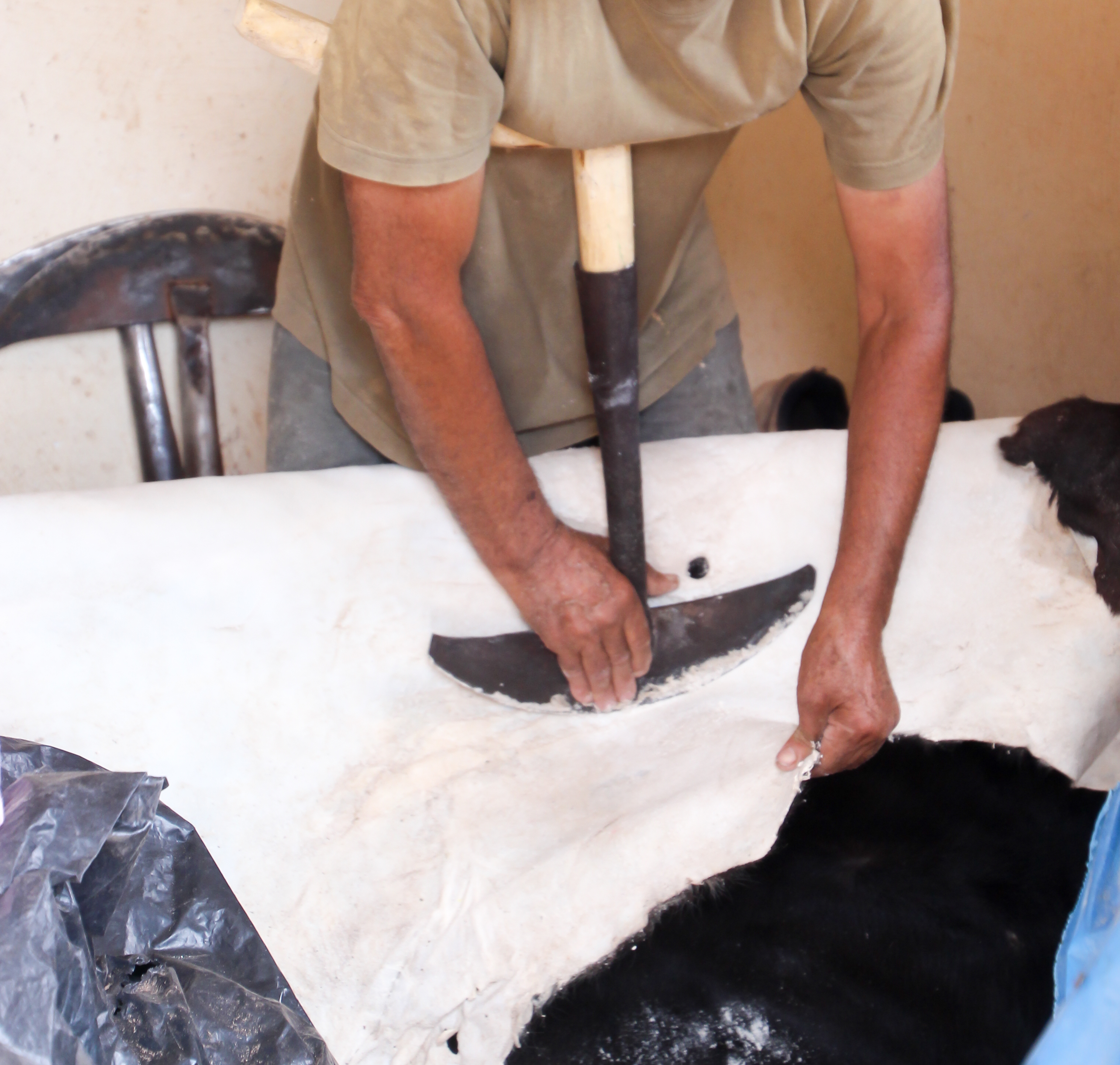
Travail manuel de préparation de la peau, dans la Tannerie de Marrakech, Maroc (septembre/2019).